# Ніжинський український радянський полк
Ніжинський полк у складі Першої української радянської дивізії — військове формування за часів Перших визвольних змагань та громадянської війни в Українській Республіці та інших країнах на теренах колишньої Російської імперії у 1918—1919 рр.
Основу полку склали загони, що восени 1918 року діяли поблизу Ніжина, з яких потім була створена Ніжинська рота (за іншими даними — рота охорони, штабна рота) у складі Першої повстанської дивізії. Згодом рота за рахунок поповнення збільшилась до батальйону, а 24 листопада згідно з наказом № 2 стала Ніжинським полком. На 7 грудня 1918 р. полк, що стояв у Стародубі, налічував 310 штиків, 80 шабель, шість кулеметів та дві гармати. За отамана був П. Несміян. Після згортання Першої повстанської дивізії у бригаду, полк знову перетворився у батальйон. Хоча згідно з наказами командування Групи військ курського напрямку Ніжинський батальйон разом з Богунським полком мусили скласти Перший український радянський полк, цей припис так і лишився на папері, бо фактично батальйон був підпорядкований та діяв у складі Таращанського полку.
На початку 1919 р. Несміян вийшов зі складу Ніжинського батальйону. Стрій тимчасово очолив комісар Наум Точений, а з 10 січня чільником став Преображенський. Батальйон також поповнився загоном Прилуцького повіту під командою полковника Петра Ковтуна.

## Четвертий український радянський полк
24 січня 1919 року Ніжинський батальйон разом з Брянським районом прикордонної охорони (таку назву мав власне прикордонний полк РРФСР) склали Четвертий український радянський полк. За командира мав бути призначений Богенгард — чільник прикордонників. За тих часів в Українській Червоній Армії пройшли зміни, що мали на меті реформувати її організацію на кшталт соціалістичної Червоної Армії РСФРР. Звання «отаман полку» було вилучене з ужитку, замість нього тепер використовувалось інше — «командир полку», а Ніжинський батальйон, що знову став полком, разом з Новгород-Сіверським в подальшому склали 3-ю бригаду Першої української радянської дивізії. Не зважаючи на те, що згідно з наказом по дивізії мусово було використовувати загальну нумерацію, ніженці ще більш ніж на півроку зберегли власну назву, яка зустрічалась навіть у офіційних документах Української Червоної армії.
В лютому 1919 року Ніжинський полк (він же — Четвертий український радянський) розташувався у Києві, де в чергове сталася зміна командирів. Замість Преображенського чільником став Горгуль, який навесні перейшов до лав Дієвої Армії УНР.

## Сьомий український радянський полк
13 червня 1919 року Ніжинський (на той час вже Сьомий український радянський) полк у складі Новгород-Сіверської бригади був роззброєний у Житомирі за те, що з власної ініціативи покинув бойові позиції. Наказом по 1-й армії (командарм Дубовий, член РВР — Ткалун) комісара другого батальйону ніженців було віддано під суд за погрозу самовільно перейти до складу 1-ї дивізії, якщо їх переведуть до другої.